# Torneo di Wimbledon 1906
Il Torneo di Wimbledon 1906 è stata la 30ª edizione del Torneo di Wimbledon e seconda prova stagionale dello Slam per il 1906. Si è giocato sui campi in erba dell'All England Lawn Tennis and Croquet Club di Wimbledon a Londra in Gran Bretagna. Il torneo ha visto vincitore nel singolare maschile il britannico Laurence Doherty che ha sconfitto in finale in 4 set il connazionale Frank Riseley con il punteggio di 6–4 4–6 6–2 6–3. Nel singolare femminile si è imposta la britannica Dorothea Douglass che ha battuto in finale in 2 set la statunitense May Sutton. Nel doppio maschile hanno trionfato Sidney Smith e Frank Riseley.

## Risultati

### Singolare maschile
Laurence Doherty ha battuto in finale  Frank Riseley con il punteggio di 6–4 4–6 6–2 6–3

### Singolare femminile
Dorothea Douglass ha battuto in finale  May Sutton con il punteggio di 6–3, 9–7

### Doppio maschile
Sidney Smith /  Frank Riseley hanno battuto in finale  Reginald Doherty /  Laurie Doherty con il punteggio di 6–8, 6–4, 5–7, 6–3, 6–3

### Doppio femminile non ufficiale
Blanche Hillyard /  May Sutton hanno battuto in finale  Agnes Morton /  Charlotte Sterry 10-8 6–4

### Doppio misto non ufficiale
Dorothea Douglass /  Anthony Wilding hanno battuto in finale  Arthur Gore /  Ethel Thomson con il punteggio di 4–6 6–2 6–3